# Дифторхлорметан
Дифторхлормета́н (также фрео́н R-22, хла̀даге́нт R-22, хладо́н-22) — органическое вещество, трижды замещённый галогеналкан, производное метана, фреон, химическая формула CHClF2. Бесцветный газ со слабым запахом хлороформа. Более ядовит, чем дифтордихлорметан, не взрывоопасен и не горюч. По сравнению с дифтордихлорметаном, дифторхлорметан хуже растворяется в масле, но легко проникает через неплотности и нейтрален к металлам. При температуре выше 330 °C в присутствии металлов разлагается с выделением токсичных веществ.
Дифторхлорметан широко используется в качестве хладагента, так как его озоноразрушающий потенциал примерно в 20 раз ниже, чем у фреонов R-11 (трихлорфторметан и R-12 (дифтордихлорметан). Однако он всё же разрушает озоновый слой, поэтому его применение ограничено Монреальским протоколом. В 2020 году от него планируется полностью отказаться, заменив безопасными для озона фреонами, такими как тетрафторэтан (R-134A, для использования в автомобильных кондиционерах и рефрижераторах), R-410A (азеотропная смесь дифторметана R-32 и пентафторэтана R-125, для использования в кондиционерах), R407C или R422D, R404a (для использования в промышленной холодильной технике).
Как и все фторсодержащие фреоны, дифторхлорметан в природе не встречается.
Основной метод синтеза — взаимодействие хлороформа с фтороводородом в присутствии пентафторида сурьмы (реакция Свартса):
{\displaystyle {\mathsf {CHCl_{3}+2HF\rightarrow CHF_{2}Cl+2HCl}}}
Дифторхлорметан в основном используется для получения тетрафторэтилена (идущего для производства политетрафторэтилена), реакция идет через образование дифторкарбена, образующегося при пиролизе дифторхлорметана (при 550—750 °С):
{\displaystyle {\mathsf {CHClF_{2}\rightarrow :CF_{2}+HCl}}}
{\displaystyle {\mathsf {2:CF_{2}\rightarrow CF_{2}=CF_{2}+D}}}
Дифторкарбен также образуется при отщеплении хлороводорода от дифторхлорметана действием оснований, при наличии в реакционной среде нуклеофилов дифторкарбен присоединяется к ним in situ с образованием дифторметильных производных:
{\displaystyle {\mathsf {CHClF_{2}+OH^{-}\rightarrow :CF_{2}+Cl^{-}+H_{2}O}}}
{\displaystyle {\mathsf {RSH+:CF_{2}\rightarrow RS-CHF_{2}}}}

## Физические свойства
| Свойство                                               | Значение          |
| ------------------------------------------------------ | ----------------- |
| Плотность при температуре кипения (жидкость/газ)       | 1413/4,706 кг/м³  |
| Критическая плотность (ρc)                             | 525 кг/м3         |
| Коэффициент возможности истощения озонового слоя (ODP) | 0,055 (CCl3F = 1) |
| Потенциал глобального потепления (GWP)                 | 1810 (CO2 = 1)    |